# Carol Miller
Carol Miller, nata Devine (Columbus, 4 novembre 1950), è una politica statunitense, membro della Camera dei Rappresentanti per lo stato della Virginia Occidentale dal 2019.

## Biografia
Nata a Columbus, la Miller è figlia di Samuel Devine, che fu deputato con il Partito Repubblicano per ventidue anni in rappresentanza dello stato dell'Ohio. Dopo il college e il matrimonio, si dedicò alla gestione di un allevamento di bisonti nella Virginia Occidentale.
Dopo la morte del padre, la Miller seguì le sue orme dedicandosi alla politica con il Partito Repubblicano e nel 2004 si candidò per un seggio all'interno della Camera dei delegati della Virginia Occidentale, la camera bassa della legislatura statale della Virginia Occidentale, senza tuttavia risultare eletta. Nel 2008 si presentò nuovamente alle elezioni e in questa occasione venne eletta. Fu riconfermata per altri due mandati nel 2010 e nel 2012.
Nel 2018, quando il deputato Evan Jenkins lasciò la Camera dei Rappresentanti per candidarsi alla carica di senatore, la Miller annunciò di voler concorrere per il seggio rimasto vacante e riuscì a sconfiggere l'avversario democratico Richard Ojeda. Pur essendo stata eletta in una tornata che vide un numero record di presenze femminili al Congresso, la Miller risultò essere l'unica donna repubblicana ad affermarsi in quell'anno.
Nel 2022 cambiò distretto congressuale succedendo al collega David McKinley, ricandidatosi in un'altra circoscrizione e sconfitto nelle primarie.